# Rachel Szor
Rachel Szor (...) è una regista, sceneggiatrice e direttrice della fotografia israeliana, vincitrice del Premio Oscar al miglior documentario per No Other Land.

## Biografia
Rachel Szor ha debuttato come regista con il documentario No Other Land, co-diretto con Basel Adra, Yuval Abraham e Hamdan Ballal, presentato in anteprima al Festival di Berlino 2024. Grazie a questo lavoro, ha vinto il Premio Oscar al miglior documentario. 

## Filmografia

### Regista
- No Other Land, co-regia con Basel Adra, Yuval Abraham e Hamdan Ballal (2024)

### Sceneggiatrice
- No Other Land, regia di Basel Adra, Yuval Abraham, Rachel Szor e Hamdan Ballal (2024)

### Direttrice della fotografia
- No Other Land, regia di Basel Adra, Yuval Abraham, Rachel Szor e Hamdan Ballal (2024)

## Riconoscimenti
- Premio Oscar
  - 2025 - Miglior documentario per No Other Land
- Premio BAFTA
  - 2025 - Candidatura al miglior documentario per No Other Land